# Rhinocricus moenensis
Rhinocricus moenensis är en mångfotingart som beskrevs av Carl 1912. Rhinocricus moenensis ingår i släktet Rhinocricus och familjen Rhinocricidae. Inga underarter finns listade i Catalogue of Life.